# 渡部一郎
渡部 一郎（わたなべ いちろう、1931年（昭和6年）9月24日 - 2017年（平成29年）12月1日）は、日本の元政治家。元公明党衆議院議員（9期）。

## 経歴
満洲・大連出身。東京大学工学部応用化学科に学び、在学中に東京大学法華経研究会（創価学会の学生組織の走りといわれる）を結成した。1956年に卒業後に聖教新聞社へ入社し、1964年に公明党へ移籍し公明新聞編集長。
1965年（昭和40年）の参院選に兵庫地方区から立候補するが落選。このときは「渡部城克」名義で活動していた。1967年（昭和42年）2月の衆院選で旧兵庫1区より公明党公認で立候補、当選し以後1993年（平成5年）に引退するまで通算9期務めた。この間、1969年に浅井美幸に代わって国対委員長に就任するも、公明党の支持母体・創価学会の政教分離問題で他党に『薄ら馬鹿ども』と暴言を吐き国対委員長を解任された。
1980年（昭和55年）に副書記長、1986年（昭和61年）に二宮文造の政界引退に伴い鈴木一弘と共に中央執行委員会副委員長に就任するが、12月に矢野絢也が中央執行委員長に就任すると解任される。
妻の渡部通子も衆議院議員・参議院議員を務めた。議員在籍中に『月刊ペン』が「渡部通子が池田大作の愛人で渡部にとっては「拝領妻」という報道をおこない、裁判となった。裁判所は月刊ペンの主張を根拠が無いとして退け、渡部夫妻側が勝訴（月刊ペン事件）。
2017年（平成29年）12月1日に老衰のため死去。86歳没、葬儀は家族葬で済ませた。

## 役職歴
- 公明党
  - 機関紙局長（公明新聞編集長）
  - 国会対策委員長
  - 副書記長
  - 中央執行委員会副委員長